# Metilvijolično
Metilvijolično (barvilo) je ime za skupino podobnih spojin, ki se uporabljajo kot pH-indikatorji in barvila. Metilvijolična barvila so mešanice tetrametil-, pentametil- in heksametil paranosanilinov. Odvisno od deleža posameznih sestavin mešanice so barvila različnih vijoličnih odtenkov - bolj so sestavine metilirane, temneje je barvilo obarvano. 
Posamezne sestavine metilvijoličnega:
- metilvijolično 2B je tetrametilirana spojina;
- metilvijolično 6B je pentametilirana spojina in je temneje obarvano od metilvijoličnega 2B;
- metilvijolično 10 B ali kristalvijolično je heksametilirana spojina in je veliko temneje obarvano kot 2B in tudi temneje kot 6B.

Metilvijolična barvila so topna v vodi, etanolu, dietilenglikolu in dipropilenglikolu. 

### Metilvijolično 2B
Metilvijolično 2B je v čisti obliki zelenomodra kristalna snov, ki se tali pri 137 °C. Uporablja se za barvanje tkanin ter dobivanje vijoličnih barv in črnil, v kemiji pa služi kot pH-indikator (v kislem okolju je obarvano rumeno, v alkalnem pa modrovijolično). 

### Metilvijolično 10B
V medicini se zlasti uporablja metilvijolično 10B; z njim barvajo biološki material pri bakterioloških, citoloških in histoloških raziskavah. Uporablja se tudi v postopku barvanja po Gramu za klasifikacijo bakterij. Barvilo uniči žive celice, torej tudi bakterije in se uporablja kot srednje učinkovito razkužilo. Strupeno je za večino živali in se ne uporablja za razkuževanje kože pri živalih. 
Metilvijolično ima tudi sposobnost vezave na DNK ter jo tako naredi vidno pod mikroskopom. Posledica vezave na DNK pa je lahko tudi njeno uničenje, povzročanje mutacij in sprememba v rakavo celico.
- Metilvijolično 2B
- Metilvijolično 6B
- Metilvijolično 10B